# Хоули, Джеймс Генри
Джеймс Ге́нри Хо́ули (англ. James Henry Hawley; 17 января 1847, Дубьюк, Айова — 3 августа 1929, Бойсе, Айдахо) — 9-й губернатор штата Айдахо.

## Биография
Джеймс Генри Хоули родился 17 января 1847 года в городе Дубьюк штата Айова. В 1861 году он переехал к родственникам в Калифорнию, откуда впоследствии отправился добывать золото в Айдахо. В 1864 году Хоули вернулся в Калифорнию. Там он поступил в городской колледж Сан-Франциско и изучал право. На следующий год президент Кливленд назначил его окружным прокурором Айдахо. В 1868 году он вновь переехал в Айдахо, где занимался юридической практикой. В 1890 году Хоули поселился в столице штата Бойсе, а через несколько лет стал мэром города. В 1906 году Хоули выступал главным обвинителем по делу об убийстве бывшего губернатора Стюненберга.
В 1910 году Хоули от демократической партии участвовал в выборах губернатора Айдахо, в которых одержал победу. За время его пребывания во главе штата был принят акт об окружных автодорогах, было образовано четыре новых округа, день пионеров-первопроходцев (24 июля) был сделан выходным. Кроме того, в конституцию штата были внесены право законодательной инициативы и положения о референдуме и об отзыве должностных лиц.
Хоули не удалось переизбраться на второй срок. Он отошёл от политики и вновь занялся юридической практикой. В 1920 году Хоули написал книгу об истории Айдахо: англ. The History of Idaho, Gem of the Mountains.
Джеймс Хоули был женат на Мэри Буллок, от которой имел шестеро детей. Он скончался 3 августа 1929 года в Бойсе в возрасте 82 лет.